# Сергеј Гранкин
Сергеј Јурјевич Гранкин (рус. Сергей Юрьевич Гранкин;  Јесентуки, 21. јануар 1985) руски је одбојкаш.

## Каријера
Рођен је 21. јануара 1985. године у Јесентукију. Игра на позицији техничара. У каријери се највише задржао у московском Динаму, за који је наступао у два наврата.
Са репрезентацијом Русије освојио је злато на Олимпијским играма у Лондону 2012. године, после победе у финалу над Бразилом.
На Играма у Пекингу 2008. године освојио је бронзану медаљу. Са репрезентацијом је освојио још два злата на Европским првенствима (2013. и 2017. године) и сребро 2007. године.

## Успеси
Русија
- медаље
- злато: Олимпијске игре Лондон 2012.
- бронза: Олимпијске игре Пекинг 2008.